# فيلانغوميز
بلدية فيلانغوميز (بالإسبانية: Villangómez)‏, هي إحدى بلديات مقاطعة برغش, التي تقع في منطقة قشتالة وليون, والتي تقع في شمال غرب إسبانيا.
يبلغ عدد سكانها 326 نسمة وفقاً لإحصائية سنة (2002).